# Vaux-en-Vermandois
Vaux-en-Vermandois é uma comuna francesa na região administrativa de Altos da França, no departamento de Aisne. Estende-se por uma área de 3,85 km². Em 2010 a comuna tinha 157 habitantes (densidade: 40,8 hab./km²).